# Metamosoia echinata
Genre
Espèce
Metamosoia echinata, unique représentant du genre Metamosoia, est une espèce d'opilions laniatores de la famille des Assamiidae.

## Distribution
Cette espèce est endémique de Nouvelle-Guinée orientale en Papouasie-Nouvelle-Guinée.

## Description
Le mâle holotype mesure 4 mm.

## Publication originale
- Roewer, 1915 : « 106 neue Opilioniden. » Archiv für Naturgeschichte, vol. 81, no 3, p. 1–152 (texte intégral).